# Batković
Batković (serbokroatisch-kyrillisch Батковић) ist ein Dorf in der Stadt Bijeljina, Republika Srpska, Bosnien und Herzegowina.

## Lage
Das Dorf liegt zwischen Bosnien und Herzegowina und Serbien, am Zusammenfluss von Dašnica und Save (einem Zweig der Donau). Das Klima ist gemäßigt. Der Temperaturdurchschnitt liegt bei 12 °C. Der wärmste Monat ist der Juli mit einer Durchschnittstemperatur von 24 °C und der kälteste ist der Dezember mit −2 °C.

## Demografie
Nach den Ergebnissen der bosnischen Volkszählung 2013 hat es 2.635 Einwohner.
| 1948 | 1953 | 1961 | 1971 | 1981 | 1991 | 2013 |
| 3367 | 3623 | 3811 | 3841 | 3769 | 3483 | 2635 |

Ethnische Zusammensetzung der Bevölkerung der Siedlung nach der Volkszählung von 1991:.
- Serben – 3.220 (92,44 %),
- Bosnische Muslime – 7 (0,20 %),
- Kroaten – 5 (0,14 %),
- Jugoslawen – 67 (1,92 %),
- andere – 184 (5,28 %),
- insgesamt – 3.483

## Religion
Im Dorf Batković stehen zwei serbisch-orthodoxe Kirchengebäude. Die von 1983 bis 1988 erbaute Pfarrkirche  Hl. Sava. Und die von 2012 bis 2015, auf dem Dorffriedhof stehende, Filialkirche Hl. Markus.  